# Monte Tirad
Monte Tirad es un pico de montaña que se eleva hasta los 1.154 metros (3.786 pies) cerca de Cervantes, Ilocos Sur, en el país asiático de Filipinas. Está considerado como la tercera montaña más alta en Ilocos Sur y la montaña número 446 por su altura en Filipinas.
El paso de Tirad en la montaña ocupa un lugar importante en la historia de Filipinas, después de haber sido el escenario de la batalla del Paso de Tirad de 1899.